# Liste de facteurs de clavecins

## Facteurs historiques

### Allemagne
- les Fleischer
- Christian Ernst Friederici
- Christian Gottfried Friederici
- les Gräbner
- les Hass
  - Hieronymus Albrecht Hass
- Christian Gottlob Hubert
- Michael Mietke
- Johann Gottfried Silbermann
- Johann Andreas Stein
- Christian Zell

### Angleterre
- les Kirkman
- Burkat Shudi
- Gabriel Townsend

### Autriche
- Hermann Poll

### Flandres
- Albert Delin
- Famille Couchet
  - Ioannes Couchet
- les Dulcken
- les Ruckers
- Ioes Karest

### France
- les Blanchet
- les Denis
  - Jean II Denis
- les Donzelague
- Nicolas Dumont
- Jacques Goermans
- Jean-Henri Hemsch
- Claude Labrèche
- Guillaume Le Blond
- Benoist Stehlin
- Pascal-Joseph Taskin
- Vincent Tibaut
- Antoine Vater

### Italie
- Giovanni Antonio Baffo
- Giovanni Battista Boni
- Bartolomeo Cristofori
- Giovanni Ferrini
- Leopoldo Franciolini
- Onofrio Guarracino
- Giuseppe Mondini
- Vincenzio Sodi
- Girolamo Zenti

## Facteurs récents

### Clavecin «moderne»
- Ammer
- John Challis
- Érard
- Gaveau
- Karl Maendler
- Neupert
- Pleyel
- Sabathil
- Sassmann
- Sperrhake
- Wittmayer

### Fabrications et copies d'anciens
- Hubert Bédard
- Arnold Dolmetsch
- William Dowd
- Robert Goble
- Hugh Gough
- Frank Hubbard
- Philippe Humeau
- Martin Kaufmann
- Claude Mercier-Ythier
- Martin Skowroneck
- Reinhard von Nagel
- Denzil Wraight
- Wolfgang Zuckermann